# Notholca verae
Notholca verae är en hjuldjursart som beskrevs av Ludmila A. Kutikova 1958. Notholca verae ingår i släktet Notholca och familjen Brachionidae. Inga underarter finns listade i Catalogue of Life.